# Josep Maria Bertran de Quintana
Josep Maria Bertran de Quintana (Sant Gervasi de Cassoles, 2 de gener de 1884 - Ciutat de Mèxic, 5 de febrer de 1960), va ser un polític i jurista català.
Formà part del grup fundador d'Esquerra Republicana de Catalunya, tenint un paper rellevant en la proclamació de la República catalana de 1931. Posteriorment, va ser elegit regidor de l'Ajuntament de Barcelona com a candidat d'ERC-USC.
Va promoure el Comitè Català contra la Guerra, del que en fou president i, durant la Guerra Civil, fou magistrat de l'Audiència de Barcelona i jutge especial designat per la Generalitat per a la investigació d'exhumacions de casos d'assassinats i d'inhumacions clandestines, en els sumaris coneguts com dels "cementiris clandestins", fins que va ser cessat el 1938.
La seva participació política en la República li va suposar l'exili a Mèxic i ser objecte de repressió per part de règim franquista.